# Киндяков, Сергей Васильевич
Серге́й Васи́льевич Киндя́ков (1855—1916) — русский общественный деятель и политик, член III Государственной думы от Саратовской губернии.

## Биография
Из потомственных дворян Саратовской губернии. Землевладелец Петровского уезда (1800 десятин).
Окончил Лицей в память цесаревича Николая (1874) и физико-математический факультет Московского университета со степенью кандидата математических наук.
По окончании университета поселился в родовом имении и посвятил себя общественной деятельности. Избирался гласным Петровского уездного и Саратовского губернского земских собраний, председателем уездной земской управы (1905—1906) и членом губернской земской управы, а также почётным мировым судьей по Петровскому уезду. Кроме того, состоял непременным членом саратовского отделения Крестьянского поземельного банка. Был членом «Союза русского народа» и «Русского собрания» (до 1912). Участвовал в съездах Объединенного дворянства.
2 сентября 1910 года был избран членом Государственной думы от Саратовской губернии на место сложившего полномочия К. Н. Гримма. Входил во фракцию правых. Состоял секретарем редакционной комиссии, а также членом финансовой и сельскохозяйственной комиссий. Публиковался в близкой к фракции правых газете «Земщина».
Умер в 1916 году в своем родовом имении. Был похоронен в семейном склепе.